# Sicyopterus
Sicyopterus är ett släkte av fiskar. Sicyopterus ingår i familjen smörbultsfiskar.

## Dottertaxa tillSicyopterus, i alfabetisk ordning[1]
- Sicyopterus aiensis
- Sicyopterus brevis
- Sicyopterus caeruleus
- Sicyopterus caudimaculatus
- Sicyopterus crassus
- Sicyopterus cynocephalus
- Sicyopterus eudentatus
- Sicyopterus fasciatus
- Sicyopterus franouxi
- Sicyopterus fuliag
- Sicyopterus griseus
- Sicyopterus hageni
- Sicyopterus japonicus
- Sicyopterus lacrymosus
- Sicyopterus lagocephalus
- Sicyopterus laticeps
- Sicyopterus lividus
- Sicyopterus longifilis
- Sicyopterus macrostetholepis
- Sicyopterus marquesensis
- Sicyopterus microcephalus
- Sicyopterus micrurus
- Sicyopterus ouwensi
- Sicyopterus panayensis
- Sicyopterus parvei
- Sicyopterus pugnans
- Sicyopterus punctissimus
- Sicyopterus rapa
- Sicyopterus sarasini
- Sicyopterus stimpsoni
- Sicyopterus wichmanni